# Třída Aréthuse
Třída Aréthuse byla třída malých diesel-elektrických ponorek francouzského námořnictva. Jejich úkolem bylo ničení nepřátelských ponorek v prostoru mezi Severní Afrikou a Francií. Celkem byly postaveny čtyři jednotky. Všechny již byly vyřazeny, Argonaute se dochovala jako muzeum. Další evolucí této třídy se stala exportně velmi úspěšná třída Daphné.

## Stavba

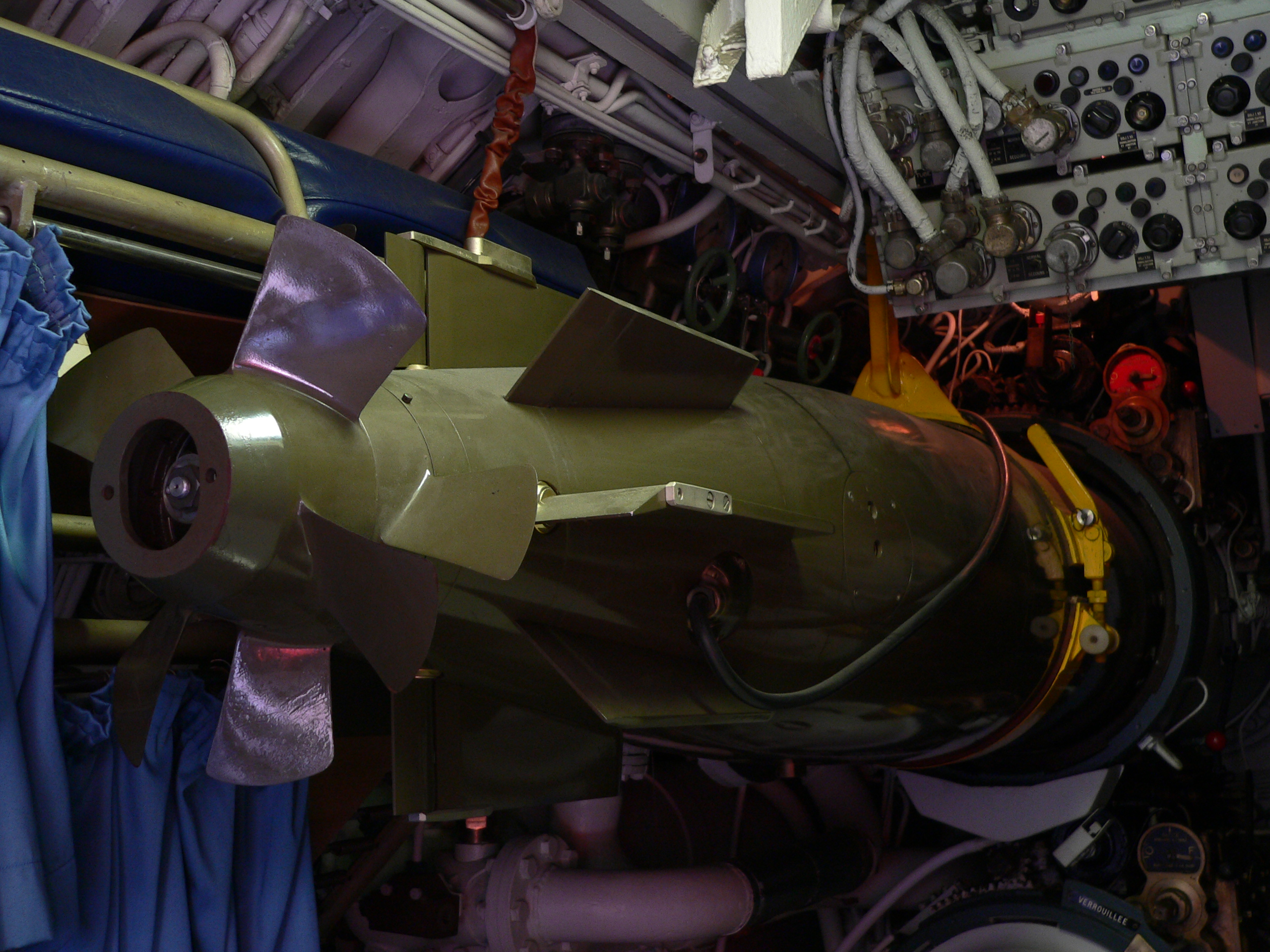
Interiér Argonaute

Jednotky:
| Jméno            | Založení kýlu | Spuštěna          | Vstup do služby  | Osud                  |
| ---------------- | ------------- | ----------------- | ---------------- | --------------------- |
| Aréthuse (S635)  | březen 1955   | 9. listopadu 1957 | 23. října 1958   | 1979 vyřazena         |
| Argonaute (S636) | březen 1955   | 29. června 1957   | 11. února 1959   | 1982 vyřazena, muzeum |
| Amazone (S639)   | prosinec 1955 | 3. dubna 1958     | 1. července 1959 | 1980 vyřazena         |
| Ariane (S640)    | prosinec 1955 | 12. září 1958     | 16. března 1960  | 1981 vyřazena         |

## Konstrukce

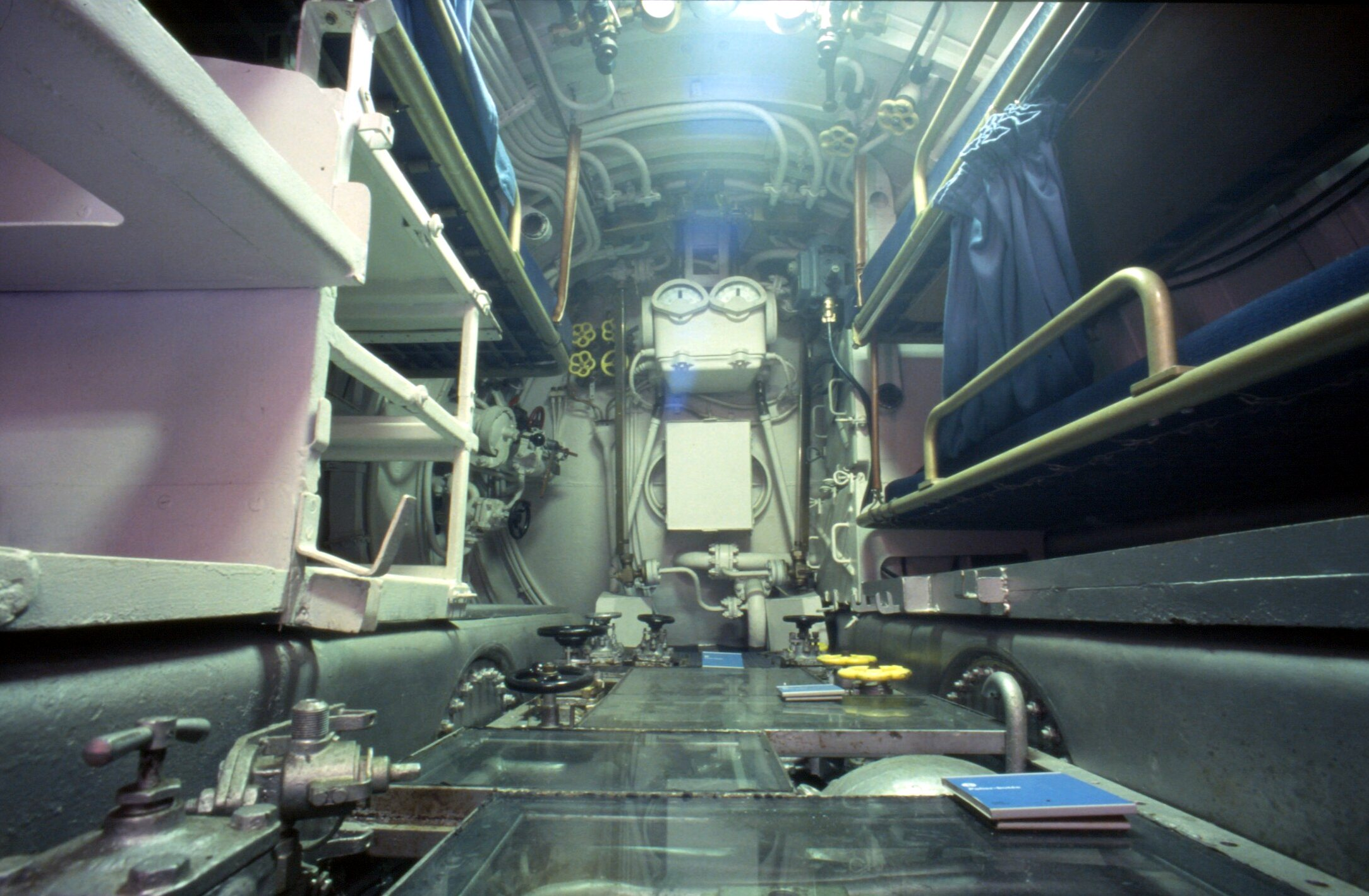
Ubikace na Argonaute

Ponorky byly navrženy jako malé, obratné, tiché a silně vyzbrojené. Na palubě nesly moderní elektroniku. Jejich výzbroj tvořily čtyři 550mm torpédomety. Pohonný systém tvořily dva dieselgenerátory SEMT-Pielstick a jeden elektromotor, roztáčející jednu vrtuli. Pohonný systém byl dobře odhlučněn. Nejvyšší rychlost dosahovala 12,5 uzlu na hladině a až 16 uzlů pod hladinou.